# Akroagoniny
Akroagoniny (aKros – najwyższy, Agones – walka) – hipotetyczne substancje wydzielane podczas umierania, w stanach skrajnych zaburzeń ustrojowych prowadzących do śmierci.
Twórcą koncepcji akroagonin był Ugo Cerletti, którego badania opisał w roku 1955 Ch.-L. Dell w czasopiśmie „Annales Médico-psychologiques”. Koncepcja akroagonin posłużyła po I wojnie światowej do opracowania i praktykowania pewnych metod medycznych w leczeniu stanów psychotycznych, np. leczenie wstrząsami insulinowymi, leczenie elektrowstrząsami lub gorączką malaryczną. Koncepcja wydawała się być potwierdzana przez skuteczność tych metod.
Zainteresowanie akroagoninami ograniczone było głównie do obszaru endokrynologii i psychiatrii ze względu na hipotetycznie endokrynną podstawę istnienia akroagonin. Dalsze badania nie potwierdziły istnienia akroagonin i koncepcja została porzucona.